# Чемпионат Азии по софтболу среди женщин 1987
4-й Чемпионат Азии по софтболу среди женщин 1987 проводился в Японии с участием 6 команд.
В Японии женский чемпионат Азии проводился впервые.
Чемпионами Азии (впервые в своей истории) стала сборная Китая, победив в финале сборную Японии (Тайваня). Третье место заняла сборная Китайского Тайбэя (Тайваня).

## Итоговая классификация
| Место | Команда          | И | В | П |
| ----- | ---------------- | - | - | - |
| 1     | Китай            |   |   |   |
| 2     | Япония           |   |   |   |
| 3     | Китайский Тайбэй |   |   |   |
| 4     | Филиппины        |   |   |   |
| 5     | Сингапур         |   |   |   |
| 6     | Гонконг          |   |   |   |